# Badumna microps
Badumna microps är en spindelart som först beskrevs av Simon 1908.  Badumna microps ingår i släktet Badumna och familjen Desidae.
Artens utbredningsområde är Western Australia. Inga underarter finns listade.